# Дорош, Лешек
Лешек Дорош (пол. Leszek Dorosz; 27 сентября 1932 года, Бяла-Подляска, Польша — 30 марта 2016 года, Ольштын, Польша) — польский волейбольный тренер. Легенда ольштынского волейбола. Почётный гражданин Лидзбарка-Варминьского (2012).

## Биография
Родился в Бяла-Подляске. Заниматься волейболом начал ещё во время учёбы в школе в Лидзбарке-Варминьском, здесь он организовал команды «Штубак» и «Огниво». Окончив школу, работал учителем физкультуры, истории и географии, проходил службу в армии радиотелеграфистом в Генеральном штабе. Во время учёбы в Высшей школе земледелия в Ольштыне занимался в молодёжной секции местного клуба «АЗС (Ольштын)», игравшего тогда в окружной лиге. Завершив учёбу, совмещал работу тренера и ихтиолога в рыбном хозяйстве.
В 1960 году был в аварийном порядке назначен главным тренером клуба. Уже через 10 месяцев работы смог вывести клуб в общепольскую II лигу. Под руководством Дороша к 1970-м годам клуб стал одним из сильнейших в стране. Завоевал три Кубка Польши (1970, 1971, 1972) и три чемпионских звания (1973, 1976, 1978). Также в 1978 году стал финалистом Кубка обладателей кубков. Выигрывал международные турниры: Кубок 17 ноября (Прага, 1973), турнир Европы (Генк, 1974, 1975), травяной Кубок (Ст. Антониус, 1973, 1974, 1975).
В 1973 году тренировал Студенческую сборную Польши на московской Универсиаде, занявшую 4 место.
С 1979 по 1983 году руководил югославским клубом «Младост (Загреб)», завоевав с ним Балканский Кубок (1980) и два звания Чемпионов Югославии (1981, 1982). В 1983 году вернулся на работу в структуру ольштынского клуба. В 1986 году снова в аварийном порядке стал главным тренером, но не смог спасти клуб от вылета во II лигу в 1987.
В 1987 году вернулся в Югославию. С клубом «Воеводина (Нови-Сад)» завоевал первые золотые медали клуба (1988, 1989), а также взял 3 место Кубка европейских чемпионов. В 1989—1991 годах работал со словенским клубом «Пионир (Ново-Место)», выведя его из III лиги сначала во II (1990), а затем и в I (1991).
По возвращении в Ольштын работал в структуре клуба.
Скончался 30 марта 2016 года.